# Ржегак Людмила Антонівна
Ржегак Людмила Антонівна — українська письменниця, член Української асоціації письменників, редактор часопису «Літературний Червоноград».

## Біографія
Народилася в 1934 р. на Волині. Вищу освіту здобула у Львівському університеті. За фахом — педагог. Трудову діяльність розпочала викладачем у Теребовлянському культурно–освітньому технікумі. В 1950–х роках переїхала до Червонограда. Там Людмила Антонівна реалізувала себе як педагог. Перші її вірші друкувались в газетах «Вісті Ковельщини», «Новини Прибужжя», «Панорама».

## Збірка віршів «Лети, літай, Любові Птах»
Збірка віршів Людмили Ржегак «Лети, літай, Любові Птах» — своєрідний підсумок прожитого, осмислення сутності людського буття на грішній землі (насправді, земля — свята, це ми — грішні; так визнає автор у розмовах з читачами) й одвічне запитання: «А що там, у Вічності?..». Поетесу неабияк болить серце за долю України. У своїх творах вона ніколи не залишає поза увагою проблеми сьогодення, війни на Сході, долі бійців АТО.

## Збірка віршів «Життя невпинна течія»
«Життя невпинна течія» — друга збірка червоноградської поетеси Людмили Ржегак. Роздуми про швидкоплинність нашого буття на Землі та красу природи, про високе покликання людини, гірка досада від невлаштованості нашого сьогодення, віра в краще майбутнє і бажання високої духовності — головні теми поезій збірки.

## Поетичні збірки
1. Печальний пам'яті естамп
2. Життя невпинна течія
3. У вересневій заметілі
4. Далеких літ нетлінні сторінки
5. Я живу у місті, у Червонограді
7. Літав метелик
8. Календар природи
9. З довірою в світ неозорий
10. Світ, в якому ми живемо
11. Минулих літ нетлінні сторінки